# Alderman Lesmond
Alderman Rowe Nicholas Lesmond (ur. 7 lipca 1978) – piłkarz i krykiecista z Wysp Dziewiczych Stanów Zjednoczonych występujący na pozycji napastnika, obecnie zawodnik Helenites SC.

## Kariera klubowa
Lesmond rozpoczynał swoją karierę piłkarską w zespole Helenites SC z siedzibą na wyspie Saint Croix. W sezonie 2004/2005 wywalczył z nim wicemistrzostwo Wysp Dziewiczych Stanów Zjednoczonych, natomiast w rozgrywkach 2006/2007 został już mistrzem kraju. Ostatni z wymienionych sukcesów powtórzył także pięć lat później, w sezonie 2011/2012.
Równocześnie z grą w piłkę Lesmond kontynuował karierę krykiecisty. W sezonie 2005/2006 jako zawodnik reprezentacji Wysp Podwietrznych wystąpił w KFC Cup, natomiast później w Carib Beer Cup i turnieju Stanford Super Series.

## Kariera reprezentacyjna
W piłkarskiej reprezentacji Wysp Dziewiczych Stanów Zjednoczonych Lesmond zadebiutował 3 lipca 2011 w wygranym 2:0 spotkaniu z Brytyjskimi Wyspami Dziewiczymi w ramach eliminacji do Mistrzostw Świata 2014. Było to zarazem pierwsze od trzynastu lat i drugie w historii zwycięstwo jego kadry narodowej. W tym samym meczu strzelił także premierowego gola w reprezentacji. Zawodnicy Wysp Dziewiczych Stanów Zjednoczonych nie zdołali się jednak zakwalifikować na mundial.